# Kleiner Bärenstein
Der Kleine Bärenstein ist ein 337,7 m ü. NHN hoher Tafelberg in der Sächsischen Schweiz im sächsischen Landkreis Sächsische Schweiz-Osterzgebirge. Unmittelbar benachbart ist der Große Bärenstein, der mit dem Kleinen Bärenstein das Massiv der Bärensteine bildet.

## Lage und Umgebung
Der Kleine Bärenstein liegt in der Elbschleife von Rathen im vorderen linkselbischen Teil der Sächsischen Schweiz und ist der Ebenheit zwischen den Dörfern Struppen, Naundorf, Weißig und Thürmsdorf aufgesetzt. Über den Berg verläuft die Gemarkungsgrenze zwischen Naundorf und Weißig, wobei sich der größere Teil des Berges auf Naundorfer Flur befindet.

## Natur
Der Berg erhebt sich bis zu ca. 90 Meter über die Umgebung. Im Allgemeinen ist der Sandstein am Kleinen Bärenstein weich und stark verwittert. Im Gegensatz zu anderen Tafelbergen der Sächsischen Schweiz bildet der Berg deshalb ein vergleichsweise zerklüftetes Felsrevier mit einem steilen Absturz in Richtung Osten. Die sonst für das Elbsandsteingebirge prägende horizontale Bankung und vertikale Klüftung des Sandsteins tritt kaum auf. Stattdessen sind die Sandsteine unregelmäßig gebogen und weisen schräg nach oben verlaufende Klüfte auf.
Der Kleine Bärenstein hat einst zusammen mit dem Großen Bärenstein, dem Rauenstein  und den beiden kleinen Felsmassiven Knöchel und Kahler Stein eine geschlossene Felstafel gebildet, die durch erosive Prozesse abgetragen und zerklüftet wurde. Naturräumlich bildet dieser Bereich heute die Makrogeochore Felsberg-Riedelgebiet Bärensteine-Rauenstein.
Der Berg ist Teil des Landschaftsschutzgebietes d24 „Sächsische Schweiz“. Der Diebskeller (siehe unten) ist als Flächennaturdenkmal (SSZ 019 Götzinger-Höhle am Kleinen Bärenstein) geschützt.

## Geschichte
Der Kleine Bärenstein wurde 1548 erstmals als „im Behrenstein“ urkundlich erwähnt. Frühere Beschreibungen sprachen auch vom „Thürmsdorfer Bärenstein“.
Von 1851 bis 1881 machte der Revierförster Wilhelm Mahn den Bärenstein für Wanderer zugänglich.
Seit 1847 befand sich auf dem Kleinen Bärenstein ein kleines hölzernes Berggasthaus, welches man nach 1867 massiv ausbaute. Ab 1902 ließ der damalige Besitzer Karl Friedrich Thurecht (wohl aber nur für wenige Jahre) sogar zwei Bären in einem Bärenzwinger halten, um dem Namen des Berges gerecht zu werden.
1907 verkaufte Thurecht das Areal samt Gaststätte an den Thürmsdorfer Rittergutsbesitzer Erich Ernst Moritz Reichsfreiherr von Biedermann, der die Gaststätte verpachtete. Das in die Jahre gekommene Gasthaus sollte Ende der 1930er Jahre modernisiert werden, allerdings verhinderte der Ausbruch des Zweiten Weltkrieges die Umsetzung der Pläne. Ende der 1930er Jahre ließ der damalige Pächter Walter Roßberg durch Soldaten des Wehrmachts-Ausbildungslagers Struppen einen Teil der Felskuppe zur erweiterung der Freisitze im Gartenrestaurant sprengen. Aufgrund der Baufälligkeit wurde der Gastronomiebetrieb nach dem Ende der Sommersaison 1943 eingestellt.
Nach Ende des Zweiten Weltkrieges wurde die Familie von Biedermann im Zuge der Bodenreform enteignet. Die in Thürmsdorf eingerichteten Neubauernstellen durften die Gaststätte zur Gewinnung von Baumaterial abbrechen, nachdem es aufgrund von Materialmangel wohl schon in den Kriegsjahren zu ersten Plünderungen und Abbrüchen gekommen war. Bauliche Reste der Gaststätte blieben bis heute erhalten.
2004 wurde das Waldgebiet um die Bärensteine von privaten Eigentümern erworben.

## Wanderaufstiege
Auf den Kleinen Bärenstein führt ein Abzweig eines mit einem roten Punkt markierter Wanderweges, der von Naundorf nach Thürmsdorf führt. Ein weiterer unmarkierter Weg führt von der Verbindungsstraße Struppen – Weißig durch das Schneiderloch, eine kleine Einsturzhöhle, auf den Gipfel.

## Diebskeller

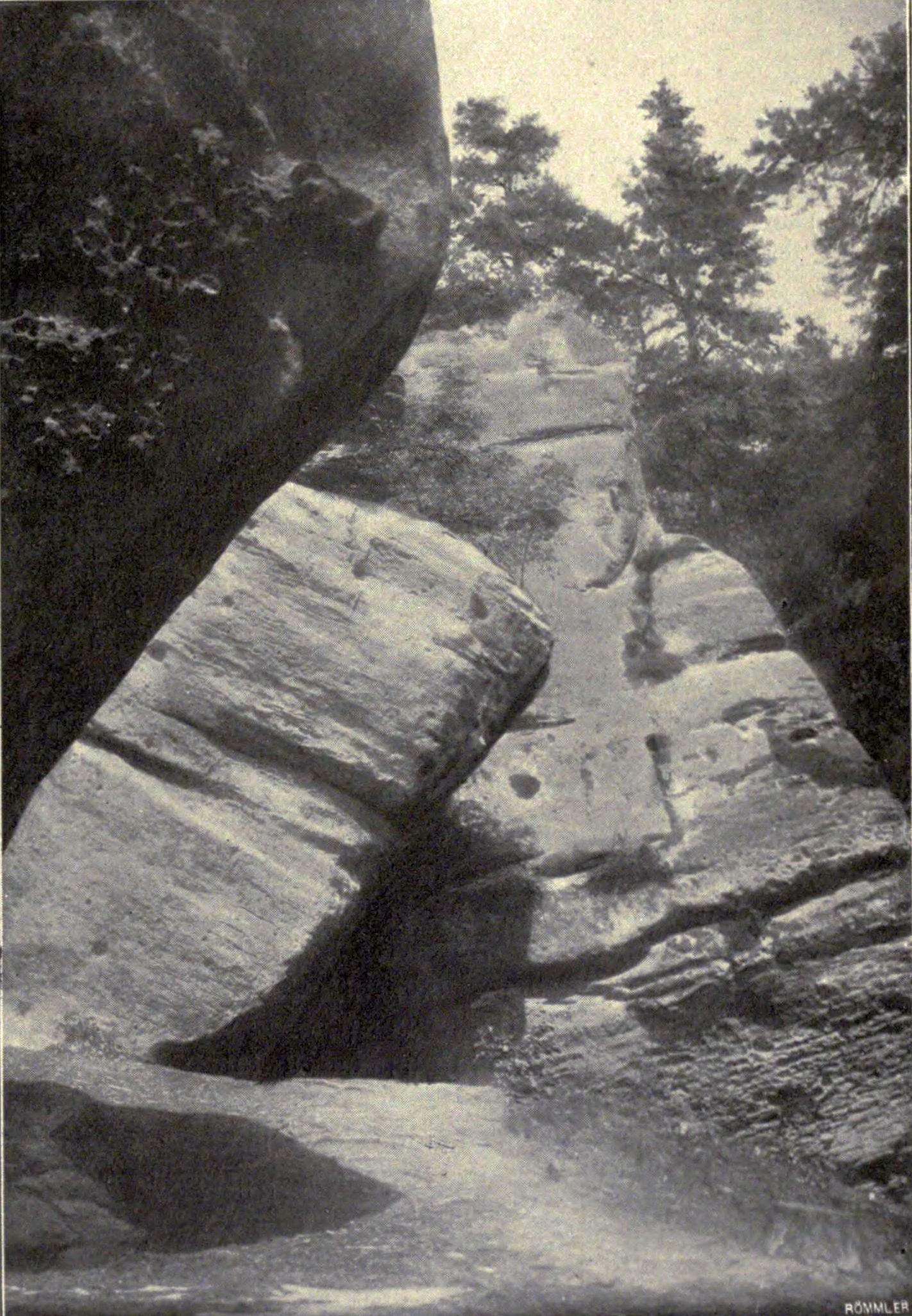
Eingang zum Diebskeller (Götzinger-Höhle) um 1900

Am südwestlichen Fuß des Kleinen Bärensteins befindet sich eine durch einen Felssturz und Auswaschungen entstandene Einsturzhöhle, die im Volksmund als Diebskeller bezeichnet wird. Im Sächsischen Höhlenkataster wird die Höhle als Diebskeller (Götzinger-Höhle) mit der Katasternummer 5050 PW-15 geführt. Sie hat eine Länge von 25 Metern und ist einfach begehbar.
Der im nahen Struppen aufgewachsene Wilhelm Leberecht Götzinger erhielt als Kind nach eigener Aussage bei einer Wanderung zum Kleinen Bärenstein die ersten Anregungen zur Erforschung der Natur der Sächsischen Schweiz. Götzinger verfasste in späteren Jahren die ersten umfassenden Beschreibungen über die Sächsische Schweiz. 1886 brachte der Gebirgsverein für die Sächsische Schweiz im Diebskeller eine Götzinger-Gedenktafel an.

## Jungfernsprung
Der Jungfernsprung am Südende des Kleinen Bärensteins beruht auf der Sage, wonach sich hier ein Mädchen vom Felsen gestürzt hatte, das im Dreißigjährigen Krieg von schwedischen Soldaten verfolgt wurde. Zu dessen Erinnerung meißelte man an dieser Stelle ein heute noch sichtbares Kreuz in die senkrechte Wand.

## Kletterfelsen
Der Kleine Bärenstein ist Bestandteil des Klettergebietes Sächsische Schweiz und verfügt über eine Reihe von Klettergipfeln, die allerdings vergleichsweise geringe Kletterschwierigkeiten bieten (Quacke). Bedeutendster Klettergipfel ist der Thürmsdorfer Stein mit über 40 Kletterwegen.

## Aussicht
Die Aussicht vom Gipfel des Kleinen Bärensteines reicht insbesondere in Richtung Osten und in Richtung Norden. In östlicher Richtung rücken dabei die Tafelberge um Lilienstein, Festung Königstein und Pfaffenstein ins Blickfeld. In nördlicher Richtung reicht der Blick zum Großen Bärenstein.

## Galerie

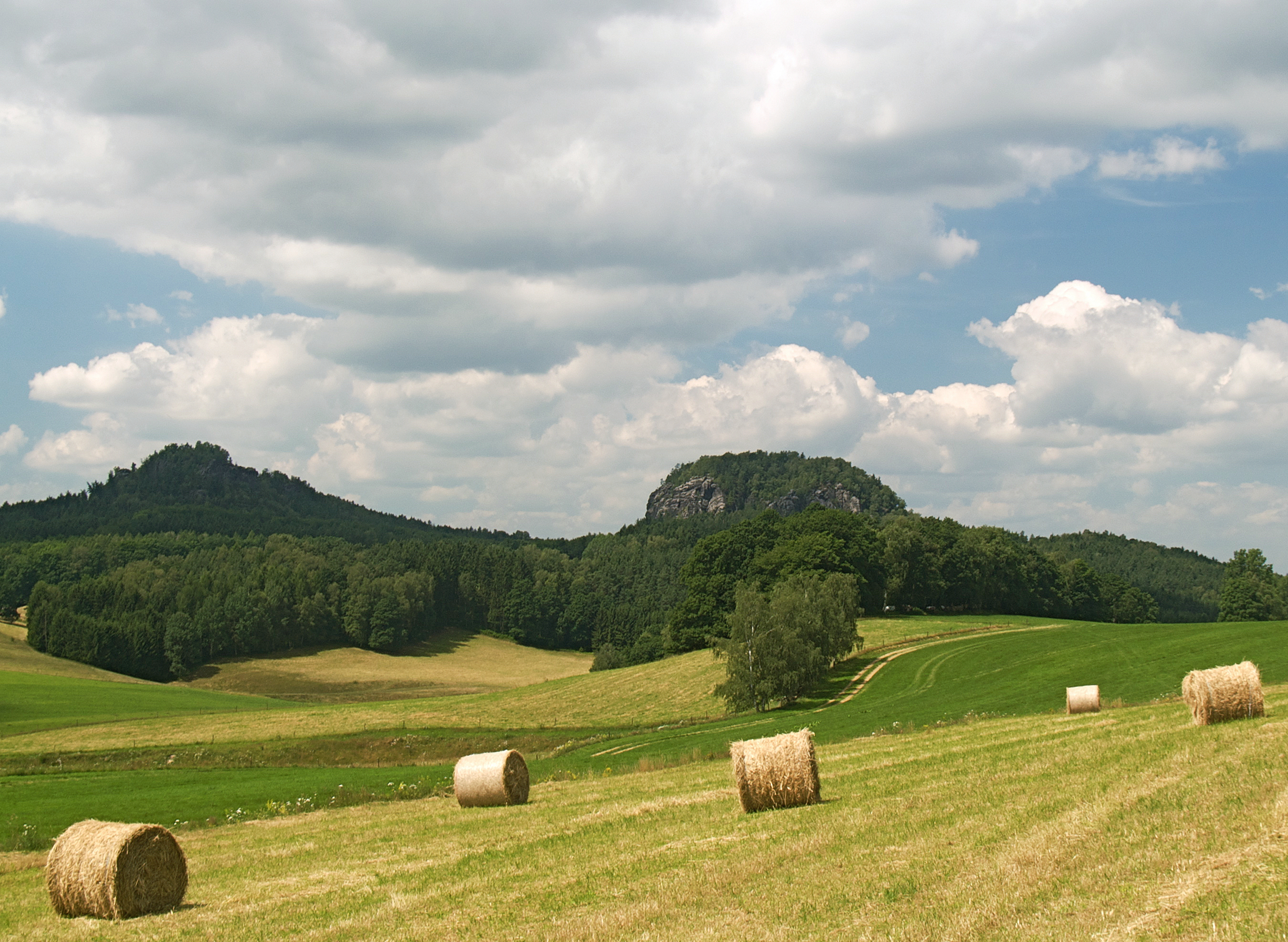
Blick von Weißig auf den Kleinen Bärenstein (links) und den Großen Bärenstein (rechts)
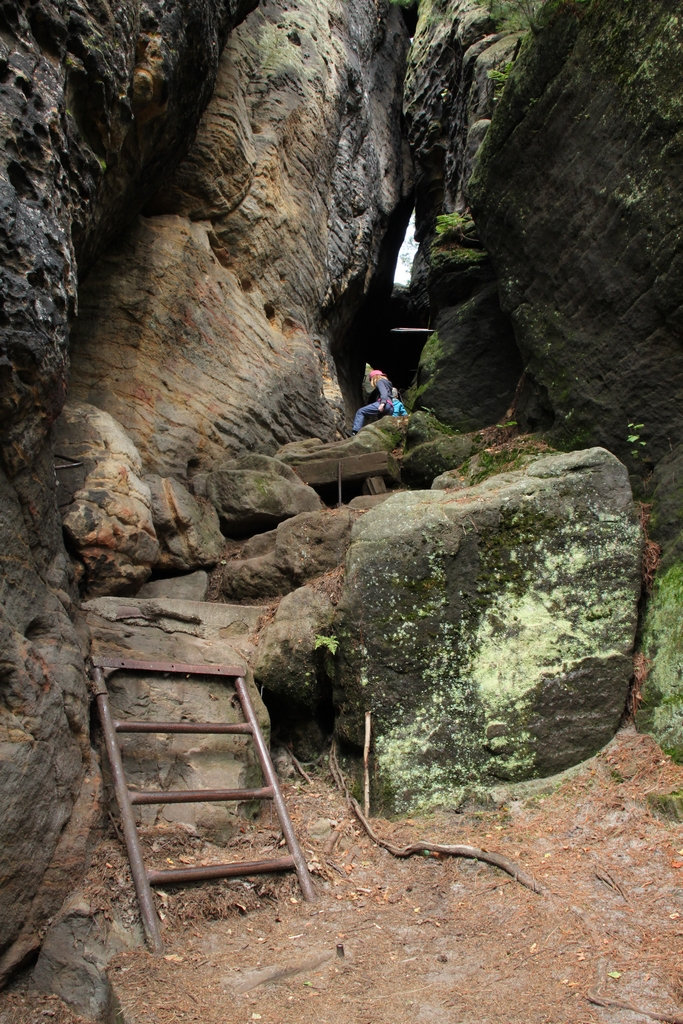
Aufstieg durch das Schneiderloch zum Kleinen Bärenstein
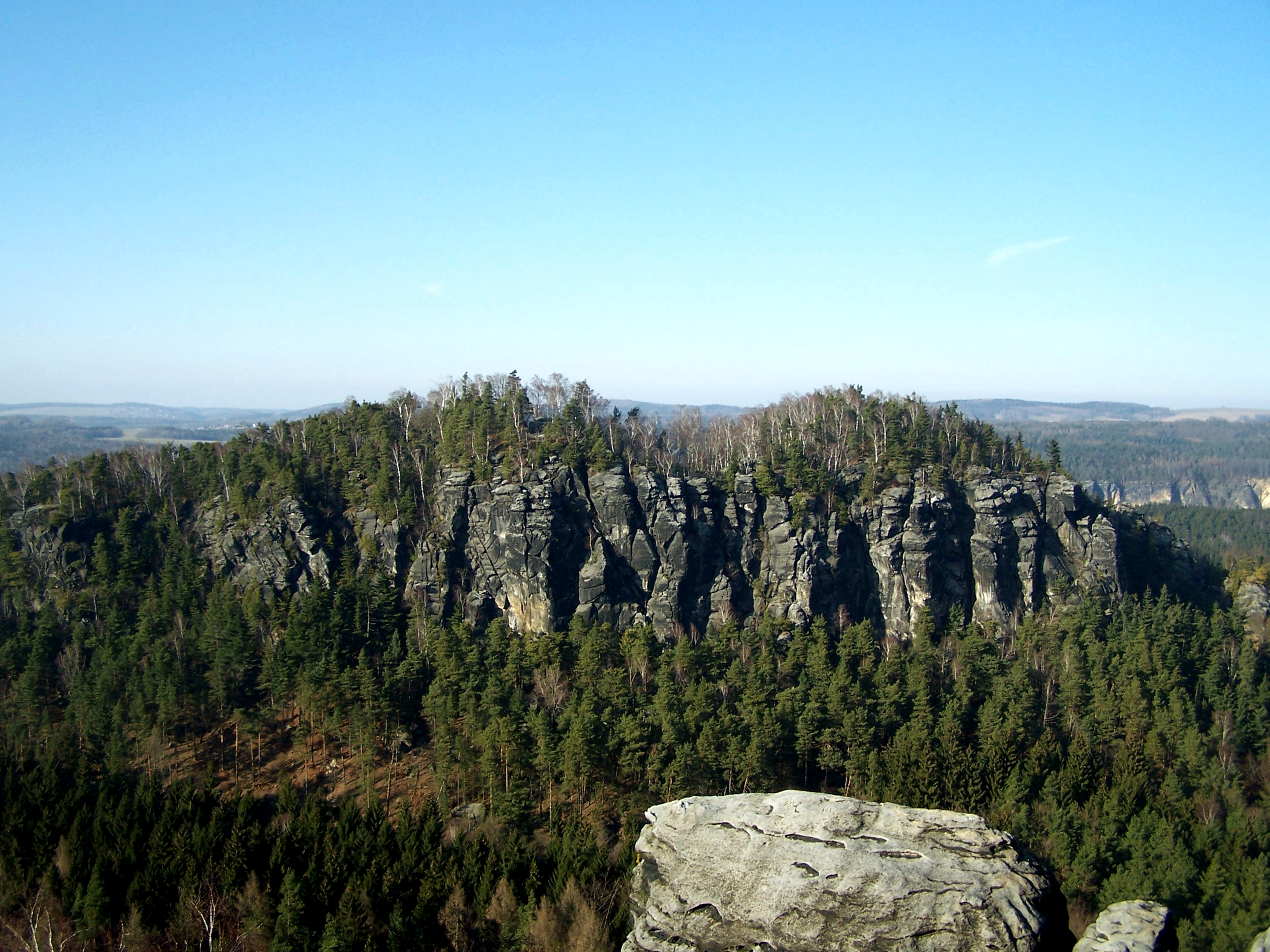
Blick vom Kleinen Bärenstein zum benachbarten Großen Bärenstein
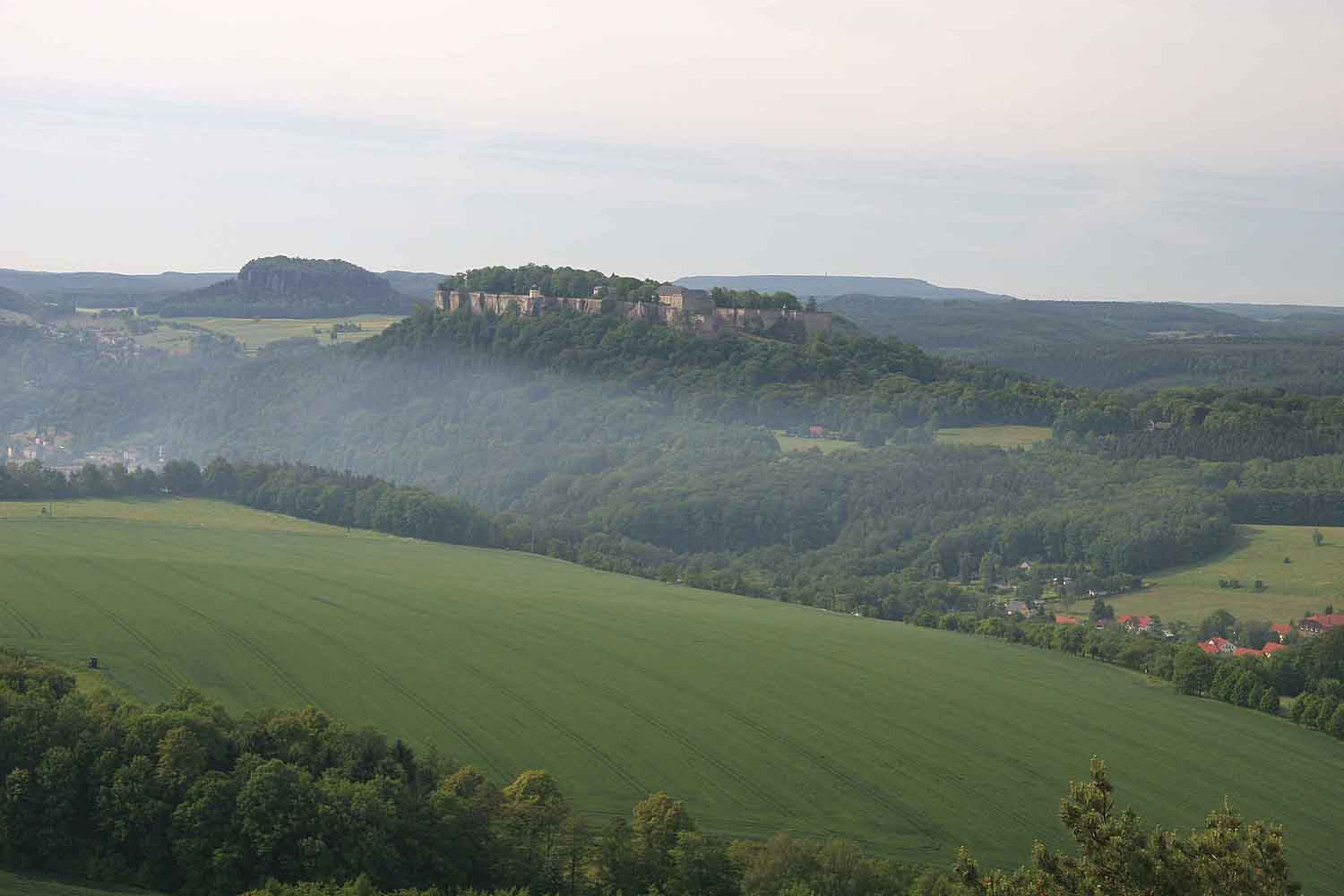
Blick vom Kleinen Bärenstein zur Festung Königstein und zum Pfaffenstein
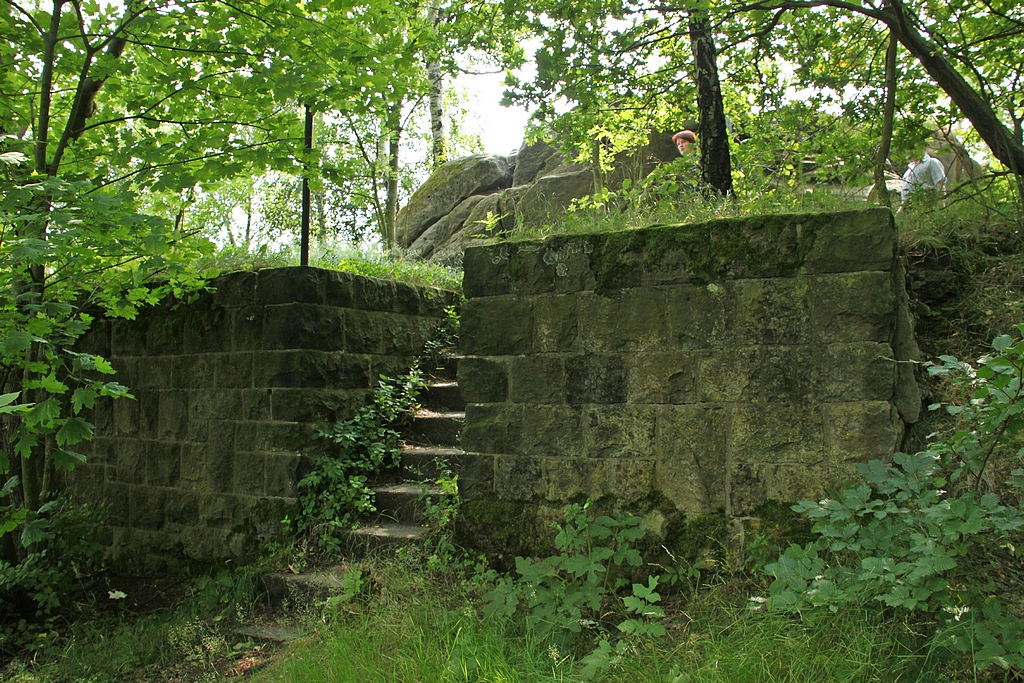
Reste des Gasthauses auf dem Kleinen Bärenstein
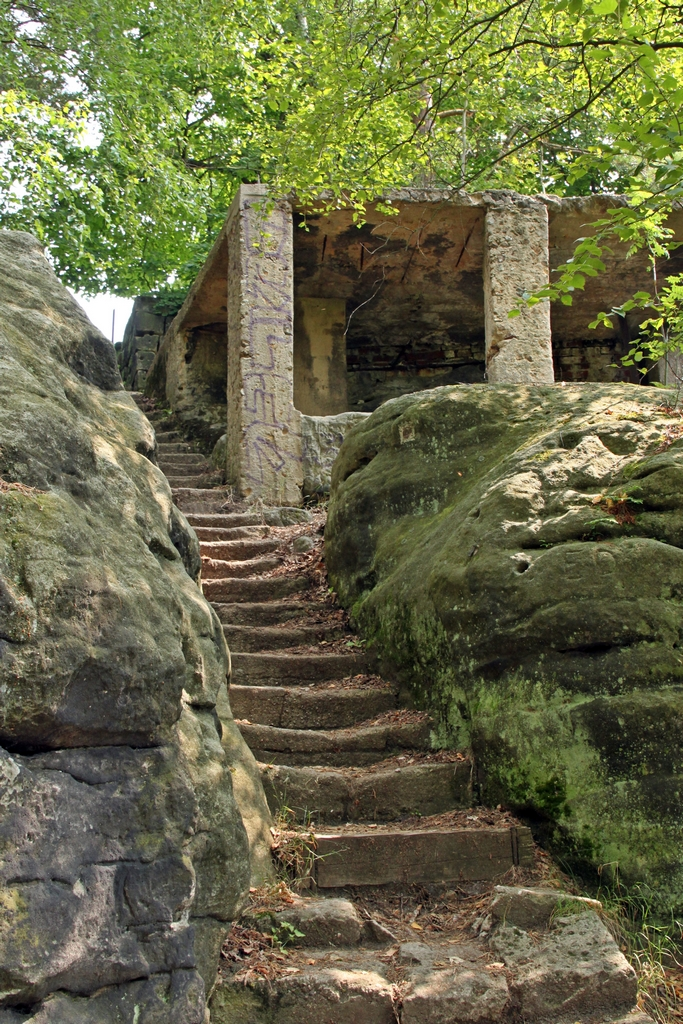
Reste des Gasthauses auf dem Kleinen Bärenstein
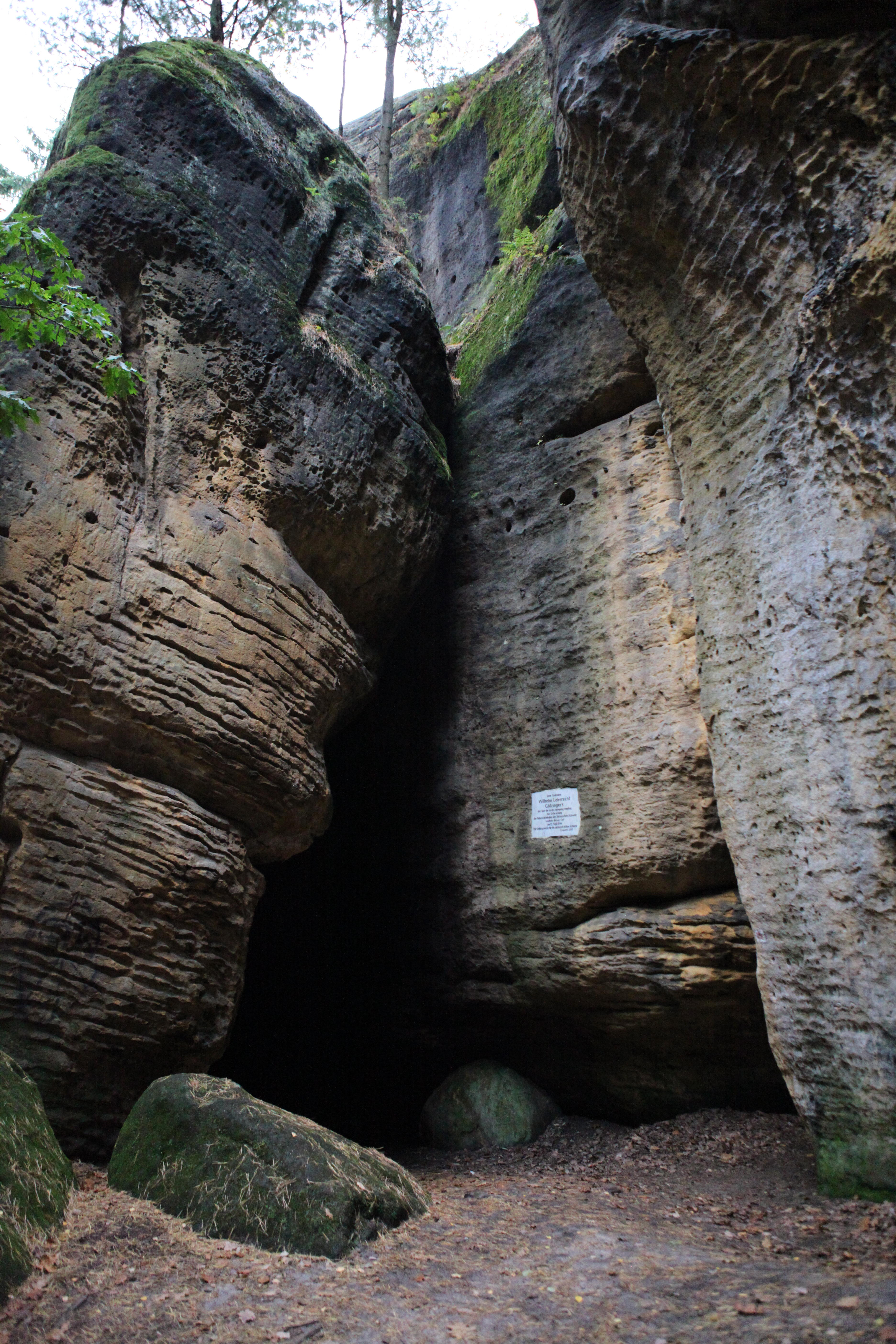
Diebskeller (Götzinger-Höhle)